# Anna Regina Husová
Anna Regina Husová v Matriční knize Husa (22. září 1857 Albrechtice nad Vltavou-Chřešťovice – 16. dubna 1945 Písek) byla česká pedagožka, spisovatelka a kulturní pracovnice.

## Životopis
Rodiče: Josef Husa, vojenský vysloužilec a podruh z „Křešťovic“ (1819–1900) a Anna Veronika Husová-Šamanová (1831–1901). Bratr Josef Ján Husa (1863–1930) byl učitelem v Benátkách nad Jizerou
Anna Regina navštěvovala v letech 1873–1875 Měšťanskou dívčí školu v Písku, kde dosahovala nejvyšších hodnocení. Pak se přihlásila do studia na c. k. českém ústavu ku vzdělání učitelek v Praze, která studovala do roku 1879. Také zde dosahovala výborných výsledků a dokonce v posledním ročníku získala stipendium. Zkoušku dospělosti složila 29. června 1879, dostala Vysvědčení dospělosti pro školy obecné.
Svou učitelskou dráhu začala v Protivíně. Na dalším místě – ve Vodňanech se spřátelila s Františkem Heritesem. Roku 1889 se vrátila do měšťanské dívčí školy v Písku, kde pracovala 37 let, než odešla do výslužby. Definitivní učitelkou pro odbor gramaticko-historický byla ustanovena 15. prosince 1894. Během školních let obdržela od úřadů pochvalná uznání, např. 1912 od c. k. okresní školní rady v Písku „… za dosavadní horlivé a každým směrem úspěšné působení ve službě školní, …“ Dne 26. listopadu 1920 byla jmenována definitivní ředitelkou při občanské škole dívčí v Písku.
Byla velkou cestovatelkou, ale své zážitky z cest uchovala většinou jen v podobě ručně psaných konceptů. Sbírala lidový oděv Prácheňska – hlavně ženský sváteční nebo obřadní oděv. Spolu se svojí přítelkyní Emílií Fryšovou spravovala píseckou sbírku oděvů. Husová sbírala také jihočeské pohádky, říkanky, pověsti a písně, ale byla i autorkou mnoha knih pro děti a mládež, v nichž se objevovaly sociální náměty, motivy vlastenectví, domova, poctivosti a pracovitosti, stejně jako kladné lidské city. Pro její tvorbu byly charakteristické přírodní motivy a výchovný záměr.
Byla aktivní členkou spolků: Spolek paní a dívek píseckých „Světlá“ a Ústřední jednota učitelek píseckých, odbor v Písku. Blízkými přáteli byli: Emílie Fryšová (1840–1920), František Herites (1851–1929), Eliška Krásnohorská (1847–1926), Tereza Sedláčková-Barcalová (1883) – bývalá žákyně a Vilma Seidlová-Sokolová (1859–1941)

## Dílo

### Próza
- V čarovném sadě – pohádky. Praha: Mamert Knapp, 1890
- Bílý závoj: povídka pro mládež. Praha: M. Knapp, 1890
- Báchorky, báječky a povídky pro malé dítky – podle Roberta Niedergesässa volně přeložil Josef Věnceslav Vlasák. Několik povídek o rostlinách – Anna R. Husová. Praha: M. Knapp, 1892
- Na pobřeží východní Afriky. 1897[4]
- Vypravování ze života starých Čechů – hlavně dle Bohuslava Balbína mládeži vypravuje František Vlasák. Pestré kvítky – povídky A. R. Husové. Praha: M. Knapp, 1893
- Drobné povídky – Písek: Jaroslav Burian, 1895
- Příhody ztraceného hocha: povídka – Písek: J. Burian, 1895
- Z lesních potulek. – Písek: J. Burian, 1896
- Druhá Libuše: povídka pro mládež – ilustroval Karel Ladislav Thuma. Velké Meziříčí: Šašek a Frgala, 1900
- Pod dívčím kamenem: povídka pro mládež – ilustroval K. L. Thuma. Velké Meziříčí: Šašek a Frgala, 1900
- Z pohádkové říše – Velké Meziříčí: Šašek a Frgala, 1900
- Květy srdce: patero povídek pro mládež – Písek: J. Burian, 1901
- Pohádky mého otce – ilustroval K. L. Thuma. Písek: J. Burian, 1903
- Z lesního zátiší – Velké Meziříčí: Šašek a Frgala, 1903
- Úsměv mládí. Z prvních prázdnin: vzpomínky malých dívenek – ilustroval Pavel Körber. Velké Meziříčí: Alois Šašek, 1905
- Pohádky od Ježíška: báchorky a pohádky – Praha: Emil Šolc, 1907; Rudolf Storch, 1909
- Pohádky z naší chaloupky – báchorky a pohádky. Praha: Emil Šolc, 1907; R. Storch, 1909
- V pohádkovém reji: k ilustracím mistra Mikuláše Aleše – Velké Meziříčí: A. Šašek, 1909
- Mezi vílami a trpaslíky: báchorky a pohádky – Praha: R. Storch, 1909
- Cestou práce: povídka pro mládež – Praha: Šolc a Šimáček, 1919
- Paní Věra: povídka ze života – Praha: Cyrillo-Methodějská knihtiskárna a nakladatelství Václav Kotrba, 1934
- Osudová setkání – [V době růží: Husová … ] Třebíč: Akcent, 2013

### Články[3]
- Bývalý národní kroj dívek v Písecku. Lada. Beletristický a módní časopis, 1889, roč. I, č. 7
- Kus minulosti. Otavan, 1912, roč. XXXIV., č. 30 a 31
- Naše lidové kroje. Průvodce po agrárním museu jubilejní krajinské výstavy v kr. m. Písku 1912
- Práce se značkou „Gina“. Časopis českých učitelek, 1913, č. 10
- Písecký národní kroj. Otavan, 22. 2. 1919, roč. III., číslo 8–9, s. 99–100
- Kroj hochů a mužů na Písecku. Otavan, 24. 03. 1921, roč. V., číslo 7–9, s. 105
- Z rodinných pamětí. Otavan, 1929, roč. XII., s. 147–148
- Lidové písně z okolí Písecka. Písecký obzor, 1932, roč. III., č. 1

### Hudebniny
- Ó panno lásky: modlitba pro střední hlas s prův. varhan: op. 5 – Jaroslav Mácha. Praha: Václav Kotrba, 1911
- Čtyři mariánské modlitby za vlast a národ. III., Matičko Svatá, op. 68/B – Jaroslav Mácha. Praha: František Augustin Urbánek a synové, 1946
- Matičko Svatá: op. 68b – Jaroslav Mácha. Praha: František A. Urbánek a synové, 1946